# La Matica y La Piedra
La Matica y La Piedra son dos islotes que se encuentran en la Bahía de Andrés, a unos 30-35 km de la ciudad de Santo Domingo. Ambas islas se encuentran ubicadas dentro de la laguna de arrecife coralino del canal de la Bahía de Andrés. La "laguna" tiene un profundidad de aproximadamente 0,5 m al norte y al este de la Isla La Matica y tiene un fondo de arenas blancas y cerca de La Matica se encuentran plantas vasculares sumergidas. El arrecife que rompe las olas del Mar Caribe no está lejos del sur de ambas islas.

## La Matica
La Isla La Matica se encuentra a 500 m distante de la costa del pueblo de Boca Chica. Tiene 200 m de largo (este-oeste) y 50 m de ancho (norte-sur). Su origen coralino, con un substrato rocoso muy expuesto en la costa sur donde el oleaje golpea con mucha fuerza. En las áreas protegidas de los efectos de las mareas, es posible encontrar arena y material fino.
Está formada por tres partes separadas por canales artificiales más o menos definidos. La más pequeña es la que se encuentra hacia el Este, mientras que la mayor, y de mayor elevación, es la que se encuentra hacia el Oeste. El canal entre las porciones central y occidental es el que está mejor definido y permite la navegación en pequeños botes.
Es posible que la vegetación natural del islote fuera de mangles rojos (Rhizophora mangle) en la costa norteña, y mangles prietos (Avicennia germinans) en la sureña, con álamos blancos (Thespesia populnea) en el interior. Todas estas especies son constituyentes de la vegetación costera nativa en aquella parte del país. Actualmente, en sus costas existe un bosque impenetrable de mangle colorado, con sus raíces adventicias extendidas hasta la tierra. Detrás de los mangles colorados, se encuentran mangles prietos (Avicennia germinans), principalmente cerca de la costa sur de la porción occidental. En esta última parte también se encuentran los mangles amarillo (Laguncularia racemosa) y botón (Conocarpus erectus), junto con álamo blanco y uva de playa (Coccoloba uvifera).
Hasta las primeras décadas del siglo XX, La Matica era visitada por una gran cantidad de palomas, especialmente la paloma coronita (Columba leucocephala). Rodríguez dice: "La Matica, pintoresca islilla en medio de la bahía de Andrés, en donde hay abundantísimas palomas". Y Monseñor Meriño, refiriéndose a la bahía de Andrés, dice: "siendo su playa muy afamada por la abundancia que hay en ella de palomas durante los meses de Mayo a Octubre". En el mapa de Casimiro N. de Moya, La Matica aparece con el nombre de Palomas.
En la década del 1950, durante la estadía de A. W. Rogers como segundo administrador del Hotel Hamaca en la playa de Boca Chica, el islote fue convertido en un parque zoológico, el cual se desarrolló plenamente antes del año 1957. Se construyó un desembarcadero para recibir los botes provenientes del hotel y se prepararon los canales. Se abrieron senderos entre los árboles y había espacios cercados con mallas o alambradas para proteger a algunos animales cautivos.
La infraestructura hecha por el Ing. Rogers fue destruida por un fuerte huracán ocurrido en la década del 1950, quedando solamente restos de algunas paredes cerca de la costa sur.
La actividad humana en La Matica, especialmente en la parte norte, en los años recientes, incluye las visitas de pescadores y turistas que frecuentan la playa de Boca Chica. Los turistas llegan a pie entre el agua o en las yolas o en botes de pedal alquilados en Boca Chica.

## La Piedra (Isla de los Pinos)
Es un islote artificial formado en el año 1955 con los materiales del dragado que se hizo para la ampliación y remodelación del muelle y el canal que le sirve de entrada al Puerto de Andrés. De esta forma, el islote quedó constituido por trozos de corales pétreos, muchos de los cuales han adquirido un color gris oscuro debido a la oxidación de sus componentes. El muelle fue construido en 1954-1955 por Félix Benítez Rexach con la finalidad de realizar embarques de azúcar del Ingenio Boca Chica, instalado en el poblado de Andrés.
Este islote tiene forma de un triángulo irregular de 780 m de largo por 330 m de ancho. Está separado del puerto de Andrés por un canal de 300 m de ancho y de 9 a 10 m de profundidad. La Matica se encuentra a unos 900 m hacia el Este.
Como la Isla La Piedra era artificial, no tenía una vegetación hasta el tiempo de la invasión de plantas de la tierra firme próxima al norte y al oeste llegaron por transporte de los propágulos, mayormente semillas - traídos por los vientos, las aves, y por las olas. La vegetación actual también incluye varias especies exóticas como el cocotero (sembrado por el hombre y también posiblemente llevado por el agua), y el pino de Australia, Casuarina equisetifolia, que llegó muy temprano en la historia de la isla. Debido a la presencia de estos pinos de Australia, que realmente no son pinos, este islote empezó a llamarse Isla de los Pinos, nombre que posiblemente sea más usado que el original.